# Carlos Torres (actor mexicano)
Carlos Eduardo Torres Anaya (Guadalajara, Jalisco; 14 de febrero de 1968) y conocido artísticamente como Carlos Torres es un actor mexicano de televisión que ha participado en varias producciones para Televisa, TV Azteca y Telemundo.
Sus papeles más conocidos han sido, su rol protagónico de Carlos Eduardo en la telenovela de La hija del jardinero de TV Azteca en 2003 y otro fue interpretando a Felipe Valenzuela en la serie de Telemundo La Doña.

## Filmografía

### Telenovelas
| Año       | Título                               | Personaje                        |
| --------- | ------------------------------------ | -------------------------------- |
| 2020-2021 | Imperio de mentiras                  | Mauricio                         |
| 2017-2018 | Las malcriadas                       | Jerónimo Aguirre                 |
| 2017      | La fiscal de hierro                  | Constantino 'Tino' Mendoza       |
| 2016-2017 | La doña                              | Felipe Valenzuela                |
| 2015      | El señor de los cielos               | Enrique Morejón                  |
| 2013      | Las trampas del deseo                | Cristóbal Larios / Pablo Quijano |
| 2011      | Mi corazón insiste... en Lola Volcán | Rodrigo Suárez                   |
| 2010      | Quiéreme tonto                       | Gonzalo Romeo                    |
| 2009      | Vuélveme a querer                    | Alfredo Peña                     |
| 2008      | Vivir sin ti                         | Ricardo                          |
| 2007-2008 | Bellezas indomables                  | Diego López                      |
| 2005-2006 | Machos                               | Ariel Mercader                   |
| 2005      | Amor en custodia                     | Pedro (El Mono)                  |
| 2003-2004 | La hija del jardinero                | Carlos Eduardo Gómez Ruiz        |
| 2002      | Las vías del amor                    | Edmundo Larios                   |
| 2002      | Así son ellas                        | Doctor de Dalia                  |
| 2001      | La intrusa                           | Padre Chema                      |
| 2000      | Locura de amor                       | Israel                           |

#### Series de televisión
| Año       | Título                       | Personaje         |
| --------- | ---------------------------- | ----------------- |
| 2001-2002 | Mujer, casos de la vida real | Varios personajes |